# Lista posiadaczy WWE Championship
WWE Championship jest światowym tytułem mistrzowskim w federacji WWE, bronionym przez zawodników należących do brandu SmackDown.
WWE Championship to także pierwsze mistrzostwo światowe utworzone w WWE (oprócz WWE Women’s Championship, które według federacji zostało ustanowione w 1956 roku (od początku panowania ówczesnej mistrzyni), ale tak naprawdę to zostało one sprzedane federacji w 1984 roku przez ówczesną mistrzynię The Fabulous Moolah). Zostało zaprezentowane 25 kwietnia 1963 pod nazwą World Wide Wrestling Federation World Heavyweight Championship (w skrócie WWWF Championship). Pierwszym jego posiadaczem był Buddy Rogers. W 2001 zostało zunifikowane z mistrzostwem World Championship, poprzednio znanym jako WCW Championship i dawniej należącym do wykupionej przez WWF organizacji World Championship Wrestling (WCW). Od tamtego momentu mistrzostwo było znane jako Undisputed WWF Championship. Rok później federacja zmieniła nazwę na World Wrestling Entertainment (WWE) i podzielono roster na dwa brandy: Raw i SmackDown. Tytuł został przydzielony ekskluzywnie do brandu SmackDown na pierwszym w historii WWE Drafcie, który miał miejsce 25 marca 2002 roku w odcinku Raw. 2 września 2002 specjalnie dla brandu Raw powstał tytuł World Heavyweight, a nazwa Undisputed WWE Championship została zmieniona na WWE Championship.
15 grudnia 2013 na gali TLC: Tables, Ladders & Chairs Randy Orton pokonał Johna Cenę w walce o mistrzostwo WWE Championship i zunifikował je z World Heavyweight Championship, dezaktywując ten drugi tytuł i kontynuując historię pierwszego pod nazwą WWE World Heavyweight Championship. W czerwcu 2016 ponownie skrócono nazwę aktywnego mistrzostwa do WWE Championship. 19 lipca 2016, po przywróceniu podziału WWE na brandy i pierwszym Drafcie w tak zwanej Nowej Erze, WWE Championship zostało przydzielone do brandu SmackDown, zaś dla brandu Raw utworzono WWE Universal Championship. Od kwietnia 2022 roku tytuł reprezentuje połowę Undisputed WWE Universal Championship, a drugą połowę reprezentuje Universal Championship, ale oba tytuły zachowały swoje indywidualne rodowody. Pod pseudonimem Undisputed WWE Universal Championship tytuł został przeniesiony na SmackDown w drafcie 2023, a Raw ustanowiło nowy tytuł World Heavyweight jako alternatywny tytuł. 2 czerwca 2023 roku na odcinku SmackDown, Triple H wręczył Reignsowi nowy, pojedynczy pas mistrzowski do reprezentowania Undisputed WWE Universal Championship. Pośród zamieszania w rodowodzie, Fightful poinformowało, że WWE potwierdziło im, że te dwa mistrzostwa są w rzeczywistości oddzielnymi rodowodami, reprezentowanymi przez jeden pas. Zostało to również reprezentowane na WWE.com, gdzie zarówno Reigns, jak i Cody Rhodes, który pokonał Reignsa na WrestleManii XL, zostali pokazani jako mistrzowie obu indywidualnych tytułów, a nie połączonego Undisputed WWE Universal Championship. Jednak po tym, jak Rhodes pokonał Reignsa, nazwa Universal nie była już używana. W następnym roku, po tym jak John Cena pokonał Rhodesa na WrestleManii 41, linia Universal Championship została zmieniona i Reigns został uznany za ostatniego mistrza.
Pięćdziesiąt pięć różnych osób posiadało mistrzostwo WWE Championship. Organizacja uznaje 147 różnych panowań mistrzowskich. John Cena posiadał ten tytuł najwięcej, trzynaście razy. Najdłuższe panowanie mistrzowskie należy do Bruno Sammartino. Trwało ono 2803 dni. Suma dni wszystkich panowań mistrzowskich Bruna Sammartino wynosi 4040 dni, co również jest rekordową liczbą. Dotychczas dokładnie dziewięciu zawodników posiadało pas nieprzerwanie przez ponad rok. Byli to w kolejności chronologicznej: Bruno Sammartino, Pedro Morales, Bob Backlund, Hulk Hogan, Randy Savage, John Cena, CM Punk, AJ Styles i Roman Reigns.
Obecnym mistrzem jest Cody Rhodes, który jest w swoim drugim panowaniu. Pokonał poprzedniego mistrza Johna Cenę w Street Fightcie podczas drugiej nocy SummerSlam, 3 sierpnia 2025.

## Historia tytułu

### Nazwy
| Nazwa                                 | Lata                               |
| ------------------------------------- | ---------------------------------- |
| WWWF World Heavyweight Championship   | 25 kwietnia 1963 – 8 lutego 1971   |
| WWWF Heavyweight Championship         | 8 lutego 1971 – 1 marca 1979       |
| WWF Heavyweight Championship          | 1 marca 1979 – 26 grudnia 1983     |
| WWF World Heavyweight Championship    | 26 grudnia 1983 – 27 maja 1989     |
| WWF Championship                      | 27 maja 1989 – 9 grudnia 2001      |
| Undisputed WWF Championship           | 9 grudnia 2001 – 6 maja 2002       |
| Undisputed WWE Championship           | 6 maja 2002 – 19 maja 2002         |
| WWE Undisputed Championship           | 19 maja 2002 – 2 września 2002     |
| WWE Championship                      | 26 sierpnia 2002 – 15 grudnia 2013 |
| WWE World Heavyweight Championship    | 15 grudnia 2013 – 27 czerwca 2016  |
| WWE Championship                      | 27 czerwca 2016 – 24 lipca 2016    |
| WWE World Championship                | 25 lipca 2016 – 9 grudnia 2016     |
| WWE Championship                      | od 10 grudnia 2016                 |
| Undisputed WWE Universal Championship | 3 kwietnia 2022 – 7 kwietnia 2024  |
| Undisputed WWE Championship           | od 7 kwietnia 2024                 |

### Panowania
Na stan z 4 sierpnia 2025
| Nr        | Ogólny numer panowania                                                     |
| Panowanie | Liczba panowań konkretnego mistrza                                         |
| Dni       | Liczba dni panowania                                                       |
| Dni roz.  | Dni panowania, które są uznawane przez federację na jej oficjalnej stronie |
| †         | Oznacza, że panowanie nie jest uznawane przez federację                    |
| <1        | Oznacza, że panowanie trwało mniej niż jeden dzień                         |
| +         | Oznacza, że liczba dni w posiadaniu wzrasta z kolejnym dniem               |

| Nr                                                                  | Mistrz                   | Zmiana mistrza            | Zmiana mistrza                | Zmiana mistrza           | Statystyki panowania | Statystyki panowania | Statystyki panowania | Notka | Odn.            |
| Nr                                                                  | Mistrz                   | Data                      | Gala                          | Miejsce                  | Panowanie            | Dni                  | Dni roz.             | Notka | Odn.            |
| ------------------------------------------------------------------- | ------------------------ | ------------------------- | ----------------------------- | ------------------------ | -------------------- | -------------------- | -------------------- | --- | --------------- |
| World Wide Wrestling Federation (WWWF)                              |                          |                           |                               |                          |                      |                      |                      | |                 |
| 1                                                                   | Buddy Rogers             | 11 kwietnia 1963(dts)     | Heavyweight Wrestling         | Waszyngton, D.C.         | 1                    | 36                   | 22                   | Zwyciężył w fikcyjnym turnieju w Rio de Janeiro po tym jak WWWF odłączyło się od National Wrestling Alliance, podczas gdy Rogers był siódmym posiadaczem NWA World Heavyweight Championship od kiedy pokonał Pata O’Connora 30 czerwca 1961. WWWF uznał Rogersa za swojego mistrza świata od 25 stycznia 1963, ale nie rozpoznał go jako pierwszego WWWF World Heavyweight Championa aż do 11 kwietnia 1963, kiedy otrzymał pas mistrzowski. Jednak WWE uznaje początek panowania Rogersa od 25 kwietnia 1963.                                                         | [ 9 ]           |
| 2                                                                   | Bruno Sammartino         | 17 maja 1963(dts)         | House show                    | Nowy Jork, NY            | 1                    | 2803                 | 2803                 | | [ 10 ]          |
| 3                                                                   | Ivan Koloff              | 18 stycznia 1971(dts)     | House show                    | Nowy Jork, NY            | 1                    | 21                   | 21                   | | [ 11 ]          |
| 4                                                                   | Pedro Morales            | 8 lutego 1971(dts)        | House show                    | Nowy Jork, NY            | 1                    | 1027                 | 1027                 | Tytuł zmienił nazwę na WWWF Heavyweight Championship, kiedy to WWWF ponownie dołączyło do NWA w 1971. | [ 12 ]          |
| National Wrestling Alliance: World Wide Wrestling Federation (WWWF) |                          |                           |                               |                          |                      |                      |                      | |                 |
| 5                                                                   | Stan Stasiak             | 1 grudnia 1973(dts)       | House show                    | Filadelfia, PA           | 1                    | 9                    | 9                    | | [ 13 ]          |
| 6                                                                   | Bruno Sammartino         | 10 grudnia 1973(dts)      | House show                    | Nowy Jork, NY            | 2                    | 1237                 | 1237                 | | [ 14 ]          |
| 7                                                                   | Superstar Billy Graham   | 30 kwietnia 1977(dts)     | House show                    | Baltimore, MD            | 1                    | 296                  | 296                  | | [ 15 ]          |
| 8                                                                   | Bob Backlund             | 20 lutego 1978(dts)       | WWF on MSG Network            | Nowy Jork, NY            | 1                    | 648                  | 2135                 | Nazwa tytułu została zmieniona na WWF Heavyweight Championship, kiedy WWWF stało się World Wrestling Federation (WWF) w marcu 1979. | [ 16 ] [ 17 ]   |
| National Wrestling Alliance: World Wrestling Federation (WWF)       |                          |                           |                               |                          |                      |                      |                      | |                 |
| †                                                                   | Antonio Inoki            | 30 listopada 1979(dts)    | Toukon Series                 | Tokushima, Japonia       | —                    | 6                    | —                    | | [ 18 ]          |
| —                                                                   | Wakat                    | 6 grudnia 1979(dts)       | —                             | Tokio, Japonia           | —                    | —                    | —                    | Inoki od razu zwakował tytuł po tym jak rewanż z Backlundem zakończył się poprzez no contest przez interwencję Tigera Jeet Singha. | [ 18 ]          |
| †                                                                   | Bob Backlund             | 17 grudnia 1979(dts)      | WWF on MSG Network            | Nowy Jork, NY            | 1                    | 1470                 | —                    | Pokonał Bobby’ego Duncuma w Texas Deathmatchu potwierdzając wakat. Podczas jego panowania kontrowersyjne zakończenie walki pomiędzy Backlundem i Gregiem Valentine miało miejsce 19 października 1981 w Madison Square Garden, podczas którego sędzia wzniósł rękę Valentine’a w geście zwycięstwa, myśląc iż jest to Backlund po tym, jak mistrz przypiął pretendenta. Rewanż miał miejsce w MSG 23 listopada 1981, gdzie Backlund pokonał Valentine’a. WWE zalicza pierwsze i drugie panowanie jako nieprzerwane, a także uznaje jako kontynuację pierwszego reignu. | [ 18 ]          |
| 9                                                                   | The Iron Sheik           | 26 grudnia 1983(dts)      | WWF on MSG Network            | Nowy Jork, NY            | 1                    | 28                   | 28                   | The Iron Sheik zwyciężył poprzez submission po tym jak menadżer Backlunda Arnold Skaaland rzucił ręcznik podczas gdy Sheik założył Backlundowi Camel Clutch. Nazwa tytułu została zmieniona na WWF World Heavyweight Championship, gdy WWF zakończyło współpracę z NWA. | [ 19 ]          |
| World Wrestling Federation (WWF)                                    |                          |                           |                               |                          |                      |                      |                      | |                 |
| 10                                                                  | Hulk Hogan               | 23 stycznia 1984(dts)     | WWF on MSG Network            | Nowy Jork, NY            | 1                    | 1474                 | 1474                 | | [ 20 ]          |
| 11                                                                  | André the Giant          | 5 lutego 1988(dts)        | The Main Event I              | Indianapolis, IN         | 1                    | <1                   | <1                   | André pokonał Hogana kiedy sędzia Earl Hebner, który był przekupiony przez Teda DiBiasego, odliczył three-count, pomimo że Hogan podniósł ramię przy pierwszym odliczeniu. | [ 21 ]          |
| †                                                                   | Ted DiBiase              | 5 lutego 1988(dts)        | The Main Event I              | Indianapolis, IN         | 1                    | 8                    | —                    | Od razu po wygraniu tytułu od Hogana, André podarował tytuł DiBiasemu, ale Prezydent WWF Jack Tunney zdecydował wtedy zwakować tytuł. | [ 21 ]          |
| —                                                                   | Wakat                    | 13 lutego 1988(dts)       | Superstars of Wrestling       | Hershey, PA              | —                    | —                    | —                    | Prezydent WWF Jack Tunney nie uznał Teda DiBiasego jako mistrza i zwakował tytuł. WWE uznaje, że wakat rozpoczyna się 5 lutego 1988, data kontrowersji, a nie wtedy kiedy ogłoszenie zostało ogłoszone w nagraniu wideo wyemitowane 13 lutego 1988. | [ 21 ]          |
| 12                                                                  | Randy Savage             | 27 marca 1988(dts)        | WrestleMania IV               | Atlantic City, NJ        | 1                    | 371                  | 371                  | Pokonał Teda DiBiasego w finale turnieju o zwakowany tytuł. | [ 22 ]          |
| 13                                                                  | Hulk Hogan               | 2 kwietnia 1989(dts)      | WrestleMania V                | Atlantic City, NJ        | 2                    | 364                  | 364                  | Nazwa tytułu została zmieniona na WWF Championship w maju 1989. | [ 23 ]          |
| 14                                                                  | The Ultimate Warrior     | 1 kwietnia 1990(dts)      | WrestleMania VI               | Toronto, ON, Kanada      | 1                    | 293                  | 293                  | Był to Winner Takes All match, gdzie Intercontinental Championship Warriora również był na szali. | [ 24 ]          |
| 15                                                                  | Sgt. Slaughter           | 19 stycznia 1991(dts)     | Royal Rumble                  | Miami, FL                | 1                    | 64                   | 64                   | | [ 25 ]          |
| 16                                                                  | Hulk Hogan               | 24 marca 1991(dts)        | WrestleMania VII              | Los Angeles, CA          | 3                    | 248                  | 248                  | | [ 26 ]          |
| 17                                                                  | The Undertaker           | 27 listopada 1991(dts)    | Survivor Series               | Detroit, MI              | 1                    | 6                    | 6                    | | [ 27 ]          |
| 18                                                                  | Hulk Hogan               | 3 grudnia 1991(dts)       | This Tuesday in Texas         | San Antonio, TX          | 4                    | 1                    | 4                    | | [ 28 ]          |
| —                                                                   | Wakat                    | 4 grudnia 1991(dts)       | Superstars of Wrestling       | New Haven, CT            | —                    | —                    | —                    | Hogan został pozbawiony tytułu przez Prezydenta WWF Jacka Tunneya poprzez kontrowersję towarzyszącą poprzednim zmianom właścicieli tytułu. Wyemitowano 7 grudnia 1991. | [ 28 ]          |
| 19                                                                  | Ric Flair                | 19 stycznia 1992(dts)     | Royal Rumble                  | Albany, NY               | 1                    | 77                   | 77                   | Zwyciężył Royal Rumble match o zwakowany tytuł, eliminując jako ostatniego Sida Justice’a. | [ 29 ]          |
| 20                                                                  | Randy Savage             | 5 kwietnia 1992(dts)      | WrestleMania VIII             | Indianapolis, IN         | 2                    | 149                  | 149                  | | [ 30 ]          |
| 21                                                                  | Ric Flair                | 1 września 1992(dts)      | Prime Time Wrestling          | Hershey, PA              | 2                    | 41                   | 41                   | Wyemitowano 14 września 1992. | [ 31 ]          |
| 22                                                                  | Bret Hart                | 12 października 1992(dts) | House show                    | Saskatoon, SK, Kanada    | 1                    | 174                  | 174                  | | [ 32 ]          |
| 23                                                                  | Yokozuna                 | 4 kwietnia 1993(dts)      | WrestleMania IX               | Las Vegas, NV            | 1                    | <1                   | <1                   | | [ 33 ]          |
| 24                                                                  | Hulk Hogan               | 4 kwietnia 1993(dts)      | WrestleMania IX               | Las Vegas, NV            | 5                    | 70                   | 70                   | Po tym jak Yokozuna przypiął Breta Harta, aby zdobyć tytuł, menadżer Yokozuny, Mr. Fuji, rzucił Hoganowi wyzwanie o mistrzostwo, które zostało zaakceptowane i Hogan wygrał zaimprowizowaną walkę. | [ 34 ]          |
| 25                                                                  | Yokozuna                 | 13 czerwca 1993(dts)      | King of the Ring              | Dayton, OH               | 2                    | 280                  | 280                  | | [ 35 ]          |
| 26                                                                  | Bret Hart                | 20 marca 1994(dts)        | WrestleMania X                | Nowy Jork, NY            | 2                    | 248                  | 248                  | Roddy Piper był sędzią specjalnym. | [ 36 ]          |
| 27                                                                  | Bob Backlund             | 23 listopada 1994(dts)    | Survivor Series               | San Antonio, TX          | 2                    | 3                    | 3                    | Był to „Throw in the Towel” submission match. | [ 37 ]          |
| 28                                                                  | Diesel                   | 26 listopada 1994(dts)    | House show                    | Nowy Jork, NY            | 1                    | 358                  | 358                  | | [ 38 ]          |
| 29                                                                  | Bret Hart                | 19 listopada 1995(dts)    | Survivor Series               | Landover, MD             | 3                    | 133                  | 133                  | Był to No Disqualification match. | [ 39 ]          |
| 30                                                                  | Shawn Michaels           | 31 marca 1996(dts)        | WrestleMania XII              | Anaheim, CA              | 1                    | 231                  | 231                  | Był to 60-minutowy Iron man match, gdzie Michaels wygrał 1-0 w nagłej śmierci po przedłużeniu czasu. | [ 40 ]          |
| 31                                                                  | Sycho Sid                | 17 listopada 1996(dts)    | Survivor Series               | Nowy Jork, NY            | 1                    | 63                   | 63                   | | [ 41 ]          |
| 32                                                                  | Shawn Michaels           | 19 stycznia 1997(dts)     | Royal Rumble                  | San Antonio, TX          | 2                    | 25                   | 25                   | | [ 42 ]          |
| —                                                                   | Wakat                    | 13 lutego 1997(dts)       | Raw                           | Lowell, MA               | —                    | —                    | —                    | Shawn Michaels zrezygnował z tytułu przez kontuzję kolana. | [ 42 ]          |
| 33                                                                  | Bret Hart                | 16 lutego 1997(dts)       | In Your House 13: Final Four  | Chattanooga, TN          | 4                    | 1                    | 1                    | Był to Four corners elimination match o zwakowany tytuł, w którym brali również udział Stone Cold Steve Austin, The Undertaker i Vader. | [ 43 ]          |
| 34                                                                  | Sycho Sid                | 17 lutego 1997(dts)       | Raw                           | Nashville, TN            | 2                    | 34                   | 34                   | | [ 44 ]          |
| 35                                                                  | The Undertaker           | 23 marca 1997(dts)        | WrestleMania 13               | Rosemont, IL             | 2                    | 133                  | 133                  | Był to No Disqualification match. | [ 45 ]          |
| 36                                                                  | Bret Hart                | 3 sierpnia 1997(dts)      | SummerSlam                    | East Rutherford, NJ      | 5                    | 98                   | 98                   | Shawn Michaels był sędzią specjalnym. | [ 46 ]          |
| 37                                                                  | Shawn Michaels           | 9 listopada 1997(dts)     | Survivor Series               | Montreal, QC, Kanada     | 3                    | 140                  | 140                  | Zwyciężył tytuł w Montreal Screwjobie. | [ 47 ]          |
| 38                                                                  | Stone Cold Steve Austin  | 29 marca 1998(dts)        | WrestleMania XIV              | Boston, MA               | 1                    | 91                   | 91                   | Mike Tyson był pozaringowym specjalnym enforcerem. | [ 48 ]          |
| 39                                                                  | Kane                     | 28 czerwca 1998(dts)      | King of the Ring              | Pittsburgh, PA           | 1                    | 1                    | 1                    | Był to First Blood match. | [ 49 ]          |
| 40                                                                  | Stone Cold Steve Austin  | 29 czerwca 1998(dts)      | Raw is War                    | Cleveland, OH            | 2                    | 90                   | 90                   | | [ 50 ]          |
| —                                                                   | Wakat                    | 27 września 1998(dts)     | Breakdown: In Your House      | Hamilton, ON, Kanada     | —                    | —                    | —                    | Tytuł został zwakowany po tym jak Kane i The Undertaker razem przypięli Austina w Triple threat matchu. | [ 50 ]          |
| 41                                                                  | The Rock                 | 15 listopada 1998(dts)    | Survivor Series               | St. Louis, MO            | 1                    | 44                   | 50                   | Pokonał Mankinda w finale turnieju o zwakowany tytuł. | [ 51 ]          |
| 42                                                                  | Mankind                  | 29 grudnia 1998(dts)      | Raw is War                    | Worcester, MA            | 1                    | 26                   | 20                   | Był to No Disqualification match. Wyemitowano 4 stycznia 1999. | [ 52 ]          |
| 43                                                                  | The Rock                 | 24 stycznia 1999(dts)     | Royal Rumble                  | Anaheim, CA              | 2                    | 2                    | 7                    | Był to „I Quit” match. The Rock wygrał przez znokautowanie Mankinda i wypuszczenia nagrania audio, w którym Mankind rzekomo krzyczy „I quit!”, podczas gdy The Rock trzymał mikrofon przy twarzy przeciwnika. | [ 53 ]          |
| 44                                                                  | Mankind                  | 26 stycznia 1999(dts)     | Halftime Heat                 | Tucson, AZ               | 2                    | 20                   | 15                   | Był to Empty Arena match wypuszczony specjalnie w czasie przerwy Super Bowlu XXXIII 31 stycznia 1999. | [ 54 ]          |
| 45                                                                  | The Rock                 | 15 lutego 1999(dts)       | Raw is War                    | Birmingham, AL           | 3                    | 41                   | 41                   | Był to Ladder match. | [ 55 ]          |
| 46                                                                  | Stone Cold Steve Austin  | 28 marca 1999(dts)        | WrestleMania XV               | Filadelfia, PA           | 3                    | 56                   | 56                   | Był to No Disqualification match w którym Mankind był sędzią specjalnym. | [ 56 ]          |
| 47                                                                  | The Undertaker           | 23 maja 1999(dts)         | Over the Edge                 | Kansas City, MO          | 3                    | 36                   | 36                   | Vince i Shane McMahon byli specjalnymi sędziami. | [ 57 ]          |
| 48                                                                  | Stone Cold Steve Austin  | 28 czerwca 1999(dts)      | Raw is War                    | Charlotte, NC            | 4                    | 55                   | 55                   | Jeśli The Undertaker zostałby zdyskwalifikowany, straciłby tytuł. | [ 58 ]          |
| 49                                                                  | Mankind                  | 22 sierpnia 1999(dts)     | SummerSlam                    | Minneapolis, MN          | 3                    | 1                    | 1                    | Był to Triple threat match, w którym brał również udział Triple H. Jesse Ventura był sędzią specjalnym. | [ 59 ]          |
| 50                                                                  | Triple H                 | 23 sierpnia 1999(dts)     | Raw is War                    | Ames, IA                 | 1                    | 22                   | 24                   | Shane McMahon był sędzią specjalnym. | [ 60 ]          |
| 51                                                                  | Vince McMahon            | 14 września 1999(dts)     | SmackDown!                    | Las Vegas, NV            | 1                    | 6                    | 4                    | Shane McMahon był sędzią specjalnym. Wyemitowano 16 września 1999. | [ 61 ]          |
| —                                                                   | Wakat                    | 20 września 1999(dts)     | Raw is War                    | Houston, TX              | —                    | —                    | —                    | Mr. McMahon zwakował tytuł z powodu stypulacji na Fully Loaded po przegranym feudzie ze Stone Cold Steve’em Austinem, który pokonał The Undertakera na gali i zmusił McMahona do zaprzestania występowania w telewizji WWF. | [ 61 ]          |
| 52                                                                  | Triple H                 | 26 września 1999(dts)     | Unforgiven                    | Charlotte, NC            | 2                    | 49                   | 49                   | Był to Six-pack challenge o zwakowany tytuł, w którym również brali udział Big Show, The British Bulldog, Kane, Mankind i The Rock. Stone Cold Steve Austin był pozaringowym specjalnym enforcerem. | [ 62 ]          |
| 53                                                                  | Big Show                 | 14 listopada 1999(dts)    | Survivor Series               | Detroit, MI              | 1                    | 50                   | 50                   | Był to Triple threat match, w którym również brał udział The Rock. | [ 63 ]          |
| 54                                                                  | Triple H                 | 3 stycznia 2000(dts)      | Raw is War                    | Miami, FL                | 3                    | 118                  | 118                  | | [ 64 ]          |
| 55                                                                  | The Rock                 | 30 kwietnia 2000(dts)     | Backlash                      | Washington, D.C.         | 4                    | 21                   | 21                   | Shane McMahon był sędzią specjalnym. | [ 65 ]          |
| 56                                                                  | Triple H                 | 21 maja 2000(dts)         | Judgment Day                  | Louisville, KY           | 4                    | 35                   | 35                   | Był to 60-minutowy Iron man match, gdzie Triple H wygrał 6-5, w którym Shawn Michaels był sędzią specjalnym. | [ 66 ]          |
| 57                                                                  | The Rock                 | 25 czerwca 2000(dts)      | King of the Ring              | Boston, MA               | 5                    | 119                  | 119                  | Był to Six-man tag team match, gdzie zmierzyli się Kane, The Rock i The Undertaker vs. Triple H, Shane McMahon i Vince McMahon. The Rock przypiął Vince’a i zdobył tytuł Triple H’a. | [ 67 ]          |
| 58                                                                  | Kurt Angle               | 22 października 2000(dts) | No Mercy                      | Albany, NY               | 1                    | 126                  | 126                  | Był to No Disqualification match. | [ 68 ]          |
| 59                                                                  | The Rock                 | 25 lutego 2001(dts)       | No Way Out                    | Las Vegas, NV            | 6                    | 35                   | 35                   | | [ 69 ]          |
| 60                                                                  | Stone Cold Steve Austin  | 1 kwietnia 2001(dts)      | WrestleMania X-Seven          | Houston, TX              | 5                    | 175                  | 175                  | Był to No Disqualification match. | [ 70 ]          |
| 61                                                                  | Kurt Angle               | 23 września 2001(dts)     | Unforgiven                    | Pittsburgh, PA           | 2                    | 15                   | 15                   | | [ 71 ]          |
| 62                                                                  | Stone Cold Steve Austin  | 8 października 2001(dts)  | Raw                           | Indianapolis, IN         | 6                    | 62                   | 62                   | | [ 72 ]          |
| 63                                                                  | Chris Jericho            | 9 grudnia 2001(dts)       | Vengeance                     | San Diego, CA            | 1                    | 98                   | 98                   | Wcześniej tej nocy, Jericho pokonał The Rocka i zdobył World Championship. Pokonując Austina o WWF Championship zunifikował oba tytuły w Undisputed WWF Championship. | [ 73 ]          |
| 64                                                                  | Triple H                 | 17 marca 2002(dts)        | WrestleMania X8               | Toronto, ON, Kanada      | 5                    | 35                   | 35                   | | [ 74 ]          |
| 65                                                                  | Hollywood Hulk Hogan     | 21 kwietnia 2002(dts)     | Backlash                      | Kansas City, MO          | 6                    | 28                   | 28                   | 6 maja 2002 po tym jak World Wrestling Federation Entertainment, Inc. przegrało sprawę sądową o prawa do skrótu "WWF" z World Wide Fund for Nature i stało się "World Wrestling Entertainment", nazwa tytułu została zmieniona na Undisputed WWE Championship, a potem na WWE Undisputed Championship. | [ 75 ]          |
| World Wrestling Entertainment (WWE)                                 |                          |                           |                               |                          |                      |                      |                      | |                 |
| 66                                                                  | The Undertaker           | 19 maja 2002(dts)         | Judgment Day                  | Nashville, TN            | 4                    | 63                   | 63                   | | [ 76 ]          |
| 67                                                                  | The Rock                 | 21 lipca 2002(dts)        | Vengeance                     | Detroit, MI              | 7                    | 35                   | 35                   | Był to Triple threat match, w którym również brał udział Kurt Angle. | [ 77 ]          |
| 68                                                                  | Brock Lesnar             | 25 sierpnia 2002(dts)     | SummerSlam                    | Uniondale, NY            | 1                    | 84                   | 83                   | "Undisputed" zostało usunięte z nazwy tytułu po tym jak stało się ekskluzywne dla brandu SmackDown od 2 września 2002, w rezultacie czego powstało World Heavyweight Championship dla brandu Raw. | [ 78 ]          |
| WWE: SmackDown                                                      |                          |                           |                               |                          |                      |                      |                      | |                 |
| 69                                                                  | Big Show                 | 17 listopada 2002(dts)    | Survivor Series               | Nowy Jork, NY            | 2                    | 28                   | 28                   | | [ 79 ]          |
| 70                                                                  | Kurt Angle               | 15 grudnia 2002(dts)      | Armageddon                    | Sunrise, FL              | 3                    | 105                  | 105                  | | [ 80 ]          |
| 71                                                                  | Brock Lesnar             | 30 marca 2003(dts)        | WrestleMania XIX              | Seattle, WA              | 2                    | 119                  | 118                  | | [ 81 ]          |
| 72                                                                  | Kurt Angle               | 27 lipca 2003(dts)        | Vengeance                     | Denver, CO               | 4                    | 51                   | 53                   | Był to Triple threat match, w którym brał również udział Big Show. | [ 82 ]          |
| 73                                                                  | Brock Lesnar             | 16 września 2003(dts)     | SmackDown!                    | Raleigh, NC              | 3                    | 152                  | 150                  | Był to 60-minutowy Iron man match, gdzie Lesnar wygrał 5-4. Wyemitowano 18 września 2003. | [ 83 ]          |
| 74                                                                  | Eddie Guerrero           | 15 lutego 2004(dts)       | No Way Out                    | Daly City, CA            | 1                    | 133                  | 133                  | | [ 84 ] [ 85 ]   |
| 75                                                                  | John „Bradshaw” Layfield | 27 czerwca 2004(dts)      | The Great American Bash       | Norfolk, VA              | 1                    | 280                  | 280                  | Był to Texas Bullrope match. | [ 86 ] [ 87 ]   |
| 76                                                                  | John Cena                | 3 kwietnia 2005(dts)      | WrestleMania 21               | Los Angeles, CA          | 1                    | 280                  | 280                  | Tytuł stał się ekskluzywny dla brandu Raw 6 czerwca 2005, gdy Cena został przeniesiony do tego brandu jako pierwsza osoba w Draft Lottery. | [ 88 ] [ 89 ]   |
| WWE: Raw                                                            |                          |                           |                               |                          |                      |                      |                      | |                 |
| 77                                                                  | Edge                     | 8 stycznia 2006(dts)      | New Year’s Revolution         | Albany, NY               | 1                    | 21                   | 21                   | Wykorzystał swój kontrakt Money in the Bank. | [ 90 ] [ 91 ]   |
| 78                                                                  | John Cena                | 29 stycznia 2006(dts)     | Royal Rumble                  | Miami, FL                | 2                    | 133                  | 133                  | | [ 92 ] [ 93 ]   |
| 79                                                                  | Rob Van Dam              | 11 czerwca 2006(dts)      | ECW One Night Stand           | Nowy Jork, NY            | 1                    | 22                   | 22                   | Wykorzystał swój kontrakt Money in the Bank. Był to Extreme Rules match. Tytuł został własnością ECW ze względu na status Van Dama jako wrestlera ECW. Van Dam został pierwszą osobą, która posiadała jednocześnie WWE Championship i ECW World Heavyweight Championship. | [ 94 ] [ 95 ]   |
| WWE: ECW                                                            |                          |                           |                               |                          |                      |                      |                      | |                 |
| 80                                                                  | Edge                     | 3 lipca 2006(dts)         | Raw                           | Filadelfia, PA           | 2                    | 76                   | 76                   | Był to Triple threat match, w którym brał też udział John Cena. Tytuł stał się ekskluzywny dla brandu Raw ze względu na status Edge’a jako wrestlera Raw. | [ 96 ] [ 97 ]   |
| WWE: Raw                                                            |                          |                           |                               |                          |                      |                      |                      | |                 |
| 81                                                                  | John Cena                | 17 września 2006(dts)     | Unforgiven                    | Toronto, ON, Kanada      | 3                    | 380                  | 380                  | Był to Tables, Ladders and Chairs match. | [ 98 ]          |
| —                                                                   | Wakat                    | 2 października 2007(dts)  | ECW                           | Dayton, OH               | —                    | —                    | —                    | Tytuł zostal zwakowany po tym jak John Cena doznał kontuzji ścięgna piersiowego. | [ 99 ]          |
| 82                                                                  | Randy Orton              | 7 października 2007(dts)  | No Mercy                      | Rosemont, IL             | 1                    | <1                   | <1                   | Otrzymał tytuł z rąk Mr. McMahona. | [ 100 ] [ 101 ] |
| 83                                                                  | Triple H                 | 7 października 2007(dts)  | No Mercy                      | Rosemont, IL             | 6                    | <1                   | <1                   | | [ 101 ] [ 102 ] |
| 84                                                                  | Randy Orton              | 7 października 2007(dts)  | No Mercy                      | Rosemont, IL             | 2                    | 203                  | 203                  | Był to Last Man Standing match. | [ 101 ] [ 103 ] |
| 85                                                                  | Triple H                 | 27 kwietnia 2008(dts)     | Backlash                      | Baltimore, MD            | 7                    | 210                  | 210                  | Był to Fatal 4-way elimination match, w którym brali również udział John Cena i John „Bradshaw” Layfield. Tytuł stał się ekskluzywny dla brandu SmackDown, kiedy to Triple H został przeniesiony na SmackDown podczas draftu. | [ 104 ] [ 105 ] |
| WWE: SmackDown                                                      |                          |                           |                               |                          |                      |                      |                      | |                 |
| 86                                                                  | Edge                     | 23 listopada 2008(dts)    | Survivor Series               | Boston, MA               | 3                    | 21                   | 21                   | Był to Triple threat match, w którym brał również udział Vladimir Kozlov. Jeff Hardy oryginalnie miał brać udział w walce, lecz nie pojawił się, gdyż przed walką (wedle scenariusza) został zaatakowany. Triple H i Kozlov zaczęli pojedynek, lecz Edge został ujawniony jako zastępca Hardy’ego. | [ 106 ]         |
| 87                                                                  | Jeff Hardy               | 14 grudnia 2008(dts)      | Armageddon                    | Buffalo, NY              | 1                    | 42                   | 42                   | Był to Triple threat match, w którym również brał udział Triple H. | [ 107 ] [ 108 ] |
| 88                                                                  | Edge                     | 25 stycznia 2009(dts)     | Royal Rumble                  | Detroit, MI              | 4                    | 21                   | 21                   | Był to No Disqualification match. | [ 109 ] [ 110 ] |
| 89                                                                  | Triple H                 | 15 lutego 2009(dts)       | No Way Out                    | Seattle, WA              | 8                    | 70                   | 70                   | Był to Elimination Chamber match, w który brali również udział Big Show, Jeff Hardy, The Undertaker i Vladimir Kozlov. Tytuł stał się ekskluzywny dla brandu Raw, gdy Triple H został przeniesiony na Raw podczas draftu. | [ 111 ] [ 112 ] |
| WWE: Raw                                                            |                          |                           |                               |                          |                      |                      |                      | |                 |
| 90                                                                  | Randy Orton              | 26 kwietnia 2009(dts)     | Backlash                      | Providence, RI           | 3                    | 42                   | 42                   | Był to Six-man tag team match, w którym brali udział The Legacy (Randy Orton, Ted DiBiase Jr. i Cody Rhodes) przeciwko Triple H’owi, Shane’owi McMahonowi i Batiście, wskutek czego Orton miałby zdobyć tytuł w razie wygranej jego drużyny. | [ 113 ] [ 114 ] |
| 91                                                                  | Batista                  | 7 czerwca 2009(dts)       | Extreme Rules                 | Nowy Orlean, LA          | 1                    | 2                    | 2                    | Był to Steel Cage match. | [ 115 ] [ 116 ] |
| —                                                                   | Wakat                    | 9 czerwca 2009(dts)       | —                             | —                        | —                    | —                    | —                    | Tytuł zostal zwakowany po tym jak Batista doznał kontuzji lewego bicepsu. | [ 117 ]         |
| 92                                                                  | Randy Orton              | 15 czerwca 2009(dts)      | Raw                           | Charlotte, NC            | 4                    | 90                   | 90                   | Był to Fatal 4-way match o zwakowany tytuł, w którym również brali udział Big Show, John Cena i Triple H. | [ 118 ] [ 119 ] |
| 93                                                                  | John Cena                | 13 września 2009(dts)     | Breaking Point                | Montreal, QC, Kanada     | 4                    | 21                   | 21                   | Był to „I Quit” match. Jeśli ktoś zainterweniowałby ze strony Ortona, straciłby tytuł. | [ 120 ] [ 121 ] |
| 94                                                                  | Randy Orton              | 4 października 2009(dts)  | Hell in a Cell                | Newark, NJ               | 5                    | 21                   | 21                   | Był to Hell in a Cell match. | [ 122 ] [ 123 ] |
| 95                                                                  | John Cena                | 25 października 2009(dts) | Bragging Rights               | Pittsburgh, PA           | 5                    | 49                   | 49                   | Był to 60-minutowy Anything Goes Iron man match, gdzie Cena wygrał 6-5. Jeśli Cena by przegrał, musiałby opuścić brand Raw. | [ 124 ] [ 125 ] |
| 96                                                                  | Sheamus                  | 13 grudnia 2009(dts)      | TLC: Tables, Ladders & Chairs | San Antonio, TX          | 1                    | 70                   | 70                   | Był to Tables match. | [ 126 ] [ 127 ] |
| 97                                                                  | John Cena                | 21 lutego 2010(dts)       | Elimination Chamber           | St. Louis, MO            | 6                    | <1                   | <1                   | Był to Elimination Chamber match, w którym również brali udział Kofi Kingston, Randy Orton, Ted DiBiase Jr. i Triple H. | [ 128 ]         |
| 98                                                                  | Batista                  | 21 lutego 2010(dts)       | Elimination Chamber           | St. Louis, MO            | 2                    | 35                   | 35                   | Batista został przeniesiony do brandu Raw po wygraniu tytułu. | [ 129 ]         |
| 99                                                                  | John Cena                | 28 marca 2010(dts)        | WrestleMania XXVI             | Glendale, AZ             | 7                    | 84                   | 84                   | | [ 130 ]         |
| 100                                                                 | Sheamus                  | 20 czerwca 2010(dts)      | Fatal 4-Way                   | Uniondale, NY            | 2                    | 91                   | 91                   | Był to Fatal 4-way match, w którym brali również udział Edge i Randy Orton. | [ 131 ]         |
| 101                                                                 | Randy Orton              | 19 września 2010(dts)     | Night of Champions            | Rosemont, IL             | 6                    | 64                   | 64                   | Był to Six-pack elimination challenge, w którym brali również udział Chris Jericho, Edge, John Cena i Wade Barrett. | [ 132 ]         |
| 102                                                                 | The Miz                  | 22 listopada 2010(dts)    | Raw                           | Orlando, FL              | 1                    | 160                  | 160                  | Wykorzystał swój kontrakt Money in the Bank. | [ 133 ]         |
| 103                                                                 | John Cena                | 1 maja 2011(dts)          | Extreme Rules                 | Tampa, FL                | 8                    | 77                   | 77                   | Był to Triple threat Steel Cage match, w którym również brał udział John Morrison. | [ 134 ]         |
| 104                                                                 | CM Punk                  | 17 lipca 2011(dts)        | Money in the Bank             | Rosemont, IL             | 1                    | 28                   | 28                   | Punk (kayfabe) opuścił WWE dzień po wygranej tytułu. Powrócił 25 lipca 2011 na odcinku Raw i jego panowanie jest akceptowane przez cały ten czas. | [ 135 ]         |
| —                                                                   | Wakat                    | 18 lipca 2011(dts)        | Raw                           | Green Bay, WI            | —                    | —                    | —                    | Tytuł zostal zwakowany po tym jak CM Punk „opuścił” WWE. Ten wakat nie jest uznawany po tym jak Punk powrócił 25 lipca 2011 na odcinku Raw. | [ 136 ]         |
| 105                                                                 | Rey Mysterio             | 25 lipca 2011(dts)        | Raw                           | Hampton, VA              | 1                    | <1                   | <1                   | Pokonał The Miza w finale turnieju koronującego nowego mistrza. CM Punk był również uznawany jako WWE Champion przez ten czas. | [ 137 ]         |
| 106                                                                 | John Cena                | 25 lipca 2011(dts)        | Raw                           | Hampton, VA              | 9                    | 20                   | 20                   | CM Punk był również uznawany jako WWE Champion przez ten czas. | [ 138 ]         |
| †                                                                   | CM Punk                  | 14 sierpnia 2011(dts)     | SummerSlam                    | Los Angeles, CA          | 1                    | —                    | —                    | Pokonał Cenę w walce o niekwestionowane mistrzostwo. Triple H był sędzią specjalnym. Jest to zaliczane jako kontynuacja jego pierwszego panowania. | [ 139 ]         |
| 107                                                                 | Alberto Del Rio          | 14 sierpnia 2011(dts)     | SummerSlam                    | Los Angeles, CA          | 1                    | 35                   | 35                   | Wykorzystał swój kontrakt Money in the Bank i pokonał CM Punka, który stał się niekwestionowanym WWE Championem. 29 sierpnia 2011 zakończono pierwszy podział brandów, pozwalając WWE Championowi pojawiać się zarówno na Raw jak i na SmackDown. | [ 140 ]         |
| WWE (niemarkowe)                                                    |                          |                           |                               |                          |                      |                      |                      | |                 |
| 108                                                                 | John Cena                | 18 września 2011(dts)     | Night of Champions            | Buffalo, NY              | 10                   | 14                   | 14                   | | [ 141 ]         |
| 109                                                                 | Alberto Del Rio          | 2 października 2011(dts)  | Hell in a Cell                | Nowy Orlean, LA          | 2                    | 49                   | 49                   | Był to Triple threat Hell in a Cell match, w którym brał również udział CM Punk. | [ 142 ]         |
| 110                                                                 | CM Punk                  | 20 listopada 2011(dts)    | Survivor Series               | Nowy Jork, NY            | 2                    | 434                  | 434                  | | [ 143 ]         |
| 111                                                                 | The Rock                 | 27 stycznia 2013(dts)     | Royal Rumble                  | Phoenix, AZ              | 8                    | 70                   | 70                   | Punk oryginalnie zwyciężył, lecz walka została zrestartowana przecz Vince’a McMahona przez interwencję The Shield (Dean Ambrose, Roman Reigns i Seth Rollins). | [ 144 ]         |
| 112                                                                 | John Cena                | 7 kwietnia 2013(dts)      | WrestleMania 29               | East Rutherford, NJ      | 11                   | 133                  | 133                  | | [ 145 ]         |
| 113                                                                 | Daniel Bryan             | 18 sierpnia 2013(dts)     | SummerSlam                    | Los Angeles, CA          | 1                    | <1                   | <1                   | Triple H był sędzią specjalnym. | [ 146 ]         |
| 114                                                                 | Randy Orton              | 18 sierpnia 2013(dts)     | SummerSlam                    | Los Angeles, CA          | 7                    | 28                   | 28                   | Wykorzystał swój kontrakt Money in the Bank. Triple H był sędzią specjalnym. | [ 147 ]         |
| 115                                                                 | Daniel Bryan             | 15 września 2013(dts)     | Night of Champions            | Detroit, MI              | 2                    | 1                    | 1                    | | [ 148 ]         |
| —                                                                   | Wakat                    | 16 września 2013(dts)     | Raw                           | Cleveland, OH            | —                    | —                    | —                    | Tytuł został zwakowany po kontrowersyjnym zakończeniu walki, gdzie Daniel Bryan pokonał Randy’ego Ortona i wygrał tytuł. | [ 149 ]         |
| 116                                                                 | Randy Orton              | 27 października 2013(dts) | Hell in a Cell                | Miami, FL                | 8                    | 161                  | 161                  | Pokonał Daniela Bryana w Hell in a Cell matchu o zwakowany tytuł, gdzie Shawn Michaels był sędzią specjalnym. 15 grudnia 2013 na TLC: Tables, Ladders & Chairs, Orton pokonał Johna Cenę w Tables, Ladders and Chairs matchu unifikując World Heavyweight Championship z WWE Championship. Tytuł zmienił nazwę na WWE World Heavyweight Championship. | [ 150 ]         |
| 117                                                                 | Daniel Bryan             | 6 kwietnia 2014(dts)      | WrestleMania XXX              | Nowy Orlean, LA          | 3                    | 64                   | 65                   | Był to Triple threat match, w którym brał również udział Batista. | [ 151 ]         |
| —                                                                   | Wakat                    | 9 czerwca 2014(dts)       | Raw                           | Minneapolis, MN          | —                    | —                    | —                    | Daniel Bryan został pozbawiony tytułu przez kontuzję karku. | [ 152 ]         |
| 118                                                                 | John Cena                | 29 czerwca 2014(dts)      | Money in the Bank             | Boston, MA               | 12                   | 49                   | 49                   | Był to Ladder match o zwakowany tytuł, w którym brali również udział Alberto Del Rio, Bray Wyatt, Cesaro, Kane, Randy Orton, Roman Reigns i Sheamus. | [ 153 ]         |
| 119                                                                 | Brock Lesnar             | 17 sierpnia 2014(dts)     | SummerSlam                    | Los Angeles, CA          | 4                    | 224                  | 223                  | | [ 154 ]         |
| 120                                                                 | Seth Rollins             | 29 marca 2015(dts)        | WrestleMania 31               | Santa Clara, CA          | 1                    | 221                  | 221                  | Wykorzystał swój kontrakt Money in the Bank podczas walki Brocka Lesnara z Romanem Reignsem, zamieniając go w Triple threat match. | [ 155 ]         |
| —                                                                   | Wakat                    | 5 listopada 2015(dts)     | —                             | —                        | —                    | —                    | —                    | Tytuł został zwakowany po tym jak Seth Rollins doznał zerwania więzadła krzyżowego przedniego, więzadła pobocznego piszczelowego i uszkodzonej łąkotki podczas live eventu w Dublinie w Irlandii. | [ 156 ]         |
| 121                                                                 | Roman Reigns             | 22 listopada 2015(dts)    | Survivor Series               | Atlanta, GA              | 1                    | <1                   | <1                   | Pokonał Deana Ambrose’a w finale turnieju o zwakowany tytuł. | [ 157 ]         |
| 122                                                                 | Sheamus                  | 22 listopada 2015(dts)    | Survivor Series               | Atlanta, GA              | 3                    | 22                   | 22                   | Wykorzystał swój kontrakt Money in the Bank. | [ 158 ]         |
| 123                                                                 | Roman Reigns             | 14 grudnia 2015(dts)      | Raw                           | Filadelfia, PA           | 2                    | 41                   | 41                   | Był to Title vs. Career match. | [ 159 ]         |
| 124                                                                 | Triple H                 | 24 stycznia 2016(dts)     | Royal Rumble                  | Orlando, FL              | 9                    | 70                   | 70                   | Był to Royal Rumble match, w którym Triple H wyeliminował jako ostatniego Deana Ambrose’a. | [ 160 ] [ 161 ] |
| 125                                                                 | Roman Reigns             | 3 kwietnia 2016(dts)      | WrestleMania 32               | Arlington, TX            | 3                    | 77                   | 77                   | | [ 162 ]         |
| 126                                                                 | Seth Rollins             | 19 czerwca 2016(dts)      | Money in the Bank             | Las Vegas, NV            | 2                    | <1                   | <1                   | | [ 163 ]         |
| 127                                                                 | Dean Ambrose             | 19 czerwca 2016(dts)      | Money in the Bank             | Las Vegas, NV            | 1                    | 84                   | 84                   | Wykorzystał swój kontrakt Money in the Bank; nazwa tytułu została zmieniona na WWE Championship. Po przywróceniu podziału WWE na brandy, nazwę tytułu zmieniono na WWE World Championship i przypisano do brandu SmackDown, po tym jak Dean Ambrose został przypisany do brandu SmackDown podczas draftu. Utworzono WWE Universal Championship dla brandu Raw. | [ 163 ]         |
| WWE: SmackDown                                                      |                          |                           |                               |                          |                      |                      |                      | |                 |
| 128                                                                 | AJ Styles                | 11 września 2016(dts)     | Backlash                      | Richmond, VA             | 1                    | 140                  | 140                  | Podczas jego panowania zmieniono nazwę mistrzostwa na WWE Championship. | [ 164 ]         |
| 129                                                                 | John Cena                | 29 stycznia 2017(dts)     | Royal Rumble                  | San Antonio, TX          | 13                   | 14                   | 14                   | | [ 165 ]         |
| 130                                                                 | Bray Wyatt               | 12 lutego 2017(dts)       | Elimination Chamber           | Phoenix, AZ              | 1                    | 49                   | 49                   | Był to Elimination Chamber match, w którym brali również udział AJ Styles, Baron Corbin, Dean Ambrose i The Miz. | [ 166 ]         |
| 131                                                                 | Randy Orton              | 2 kwietnia 2017(dts)      | WrestleMania 33               | Orlando, FL              | 9                    | 49                   | 49                   | | [ 167 ]         |
| 132                                                                 | Jinder Mahal             | 21 maja 2017(dts)         | Backlash                      | Rosemont, IL             | 1                    | 170                  | 170                  | | [ 168 ]         |
| 133                                                                 | AJ Styles                | 7 listopada 2017(dts)     | SmackDown Live                | Manchester, Anglia       | 2                    | 371                  | 371                  | | [ 169 ]         |
| 134                                                                 | Daniel Bryan             | 13 listopada 2018(dts)    | SmackDown Live                | St. Louis, MO            | 4                    | 145                  | 144                  | | [ 170 ]         |
| 135                                                                 | Kofi Kingston            | 7 kwietnia 2019(dts)      | WrestleMania 35               | East Rutherford, NJ      | 1                    | 180                  | 180                  | | [ 171 ]         |
| 136                                                                 | Brock Lesnar             | 4 października 2019(dts)  | SmackDown’s 20th Anniversary  | Los Angeles, CA          | 5                    | 173                  | 184                  | 1 listopada 2019 na odcinku SmackDown Lesnar opuścił SmackDown i udał się na Raw, zabierając ze sobą tytuł. | [ 172 ]         |
| WWE: Raw                                                            |                          |                           |                               |                          |                      |                      |                      | |                 |
| 137                                                                 | Drew McIntyre            | 25 marca 2020(dts)        | WrestleMania 36 Część 2       | Orlando, FL              | 1                    | 214                  | 203                  | WrestleMania została nagrana 25 i 26 marca. McIntyre sam potwierdził we swoim pamiętniku, A Chosen Destiny: My Story, że walka była nagrana 25 marca. Wyemitowano 5 kwietnia 2020. | [ 173 ]         |
| 138                                                                 | Randy Orton              | 25 października 2020(dts) | Hell in a Cell                | Orlando, FL              | 10                   | 22                   | 22                   | Był to Hell in a Cell match. | [ 174 ]         |
| 139                                                                 | Drew McIntyre            | 16 listopada 2020(dts)    | Raw                           | Orlando, FL              | 2                    | 97                   | 97                   | Był to No Disqualification i No Countout match. | [ 175 ]         |
| 140                                                                 | The Miz                  | 21 lutego 2021(dts)       | Elimination Chamber           | St. Petersburg, FL       | 2                    | 8                    | 8                    | Wykorzystał swój kontrakt Money in the Bank. | [ 176 ]         |
| 141                                                                 | Bobby Lashley            | 1 marca 2021(dts)         | Raw                           | St. Petersburg, FL       | 1                    | 196                  | 195                  | Był to Lumberjack match. | [ 177 ]         |
| 142                                                                 | Big E                    | 13 września 2021(dts)     | Raw                           | Boston, MA               | 1                    | 110                  | 110                  | Wykorzystał swój kontrakt Money in the Bank. Big E został przeniesiony do brandu Raw po wygraniu tytułu. | [ 178 ]         |
| 143                                                                 | Brock Lesnar             | 1 stycznia 2022(dts)      | Day 1                         | Atlanta, GA              | 6                    | 28                   | 27                   | Był to Fatal 5-way match, w którym brali również udział Bobby Lashley, Kevin Owens i Seth „Freakin” Rollins. | [ 179 ]         |
| 144                                                                 | Bobby Lashley            | 29 stycznia 2022(dts)     | Royal Rumble                  | St. Louis, MO            | 2                    | 21                   | 20                   | | [ 180 ]         |
| 145                                                                 | Brock Lesnar             | 19 lutego 2022(dts)       | Elimination Chamber           | Dżudda, Arabia Saudyjska | 7                    | 43                   | 43                   | Był to Elimination Chamber match, w którym brali również udział AJ Styles, Austin Theory, Riddle i Seth „Freakin” Rollins. | [ 181 ]         |
| 146                                                                 | Roman Reigns             | 3 kwietnia 2022(dts)      | WrestleMania 38 Noc 2         | Arlington, TX            | 4                    | 735                  | 735                  | Był to Winner Takes All match, gdzie Universal Championship Reignsa również był na szali. Następnie Reigns został uznany za Undisputed WWE Universal Championa. Tytuł stał się ekskluzywny dla brandu SmackDown, kiedy to Roman Reigns został przeniesiony na SmackDown podczas drafcie. Ponieważ Reigns posiadał zarówno WWE Championship, jak i Universal Championship, utworzono nowy World Heavyweight Championship dla Raw. | [ 182 ]         |
| WWE: SmackDown                                                      |                          |                           |                               |                          |                      |                      |                      | |                 |
| 147                                                                 | Cody Rhodes              | 7 kwietnia 2024(dts)      | WrestleMania XL Noc 2         | Filadelfia, PA           | 1                    | 378                  | 378                  | Był to Bloodline Rules match, który był również o WWE Universal Championship Reignsa. Nazwa tytułu została skrócona do Undisputed WWE Championship. Po WrestleManii 41, linia Universal Championship została zmieniona, a Reigns został uznany za ostatniego mistrza. | [ 183 ]         |
| 148                                                                 | John Cena                | 20 kwietnia 2025(dts)     | WrestleMania 41 Noc 2         | Paradise, NV             | 14                   | 105                  | 105                  | | [ 184 ]         |
| 149                                                                 | Cody Rhodes              | 3 sierpnia 2025(dts)      | SummerSlam Noc 2              | East Rutherford, NJ      | 2                    | 1+                   | 1+                   | Był to Street Fight. | [ 8 ]           |

## Łączna ilość posiadań

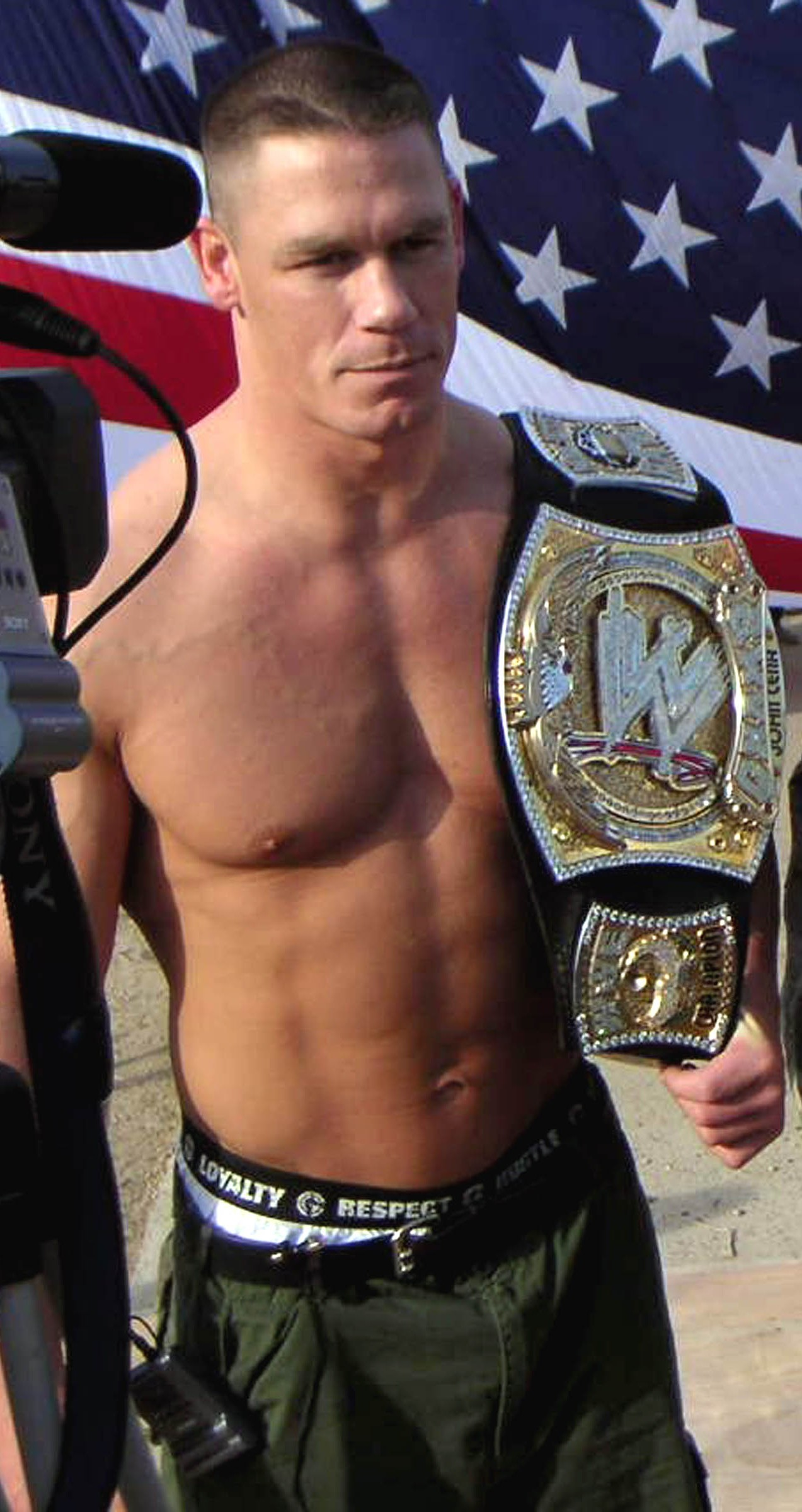
Rekordowo trzynastokrotny mistrz John Cena.

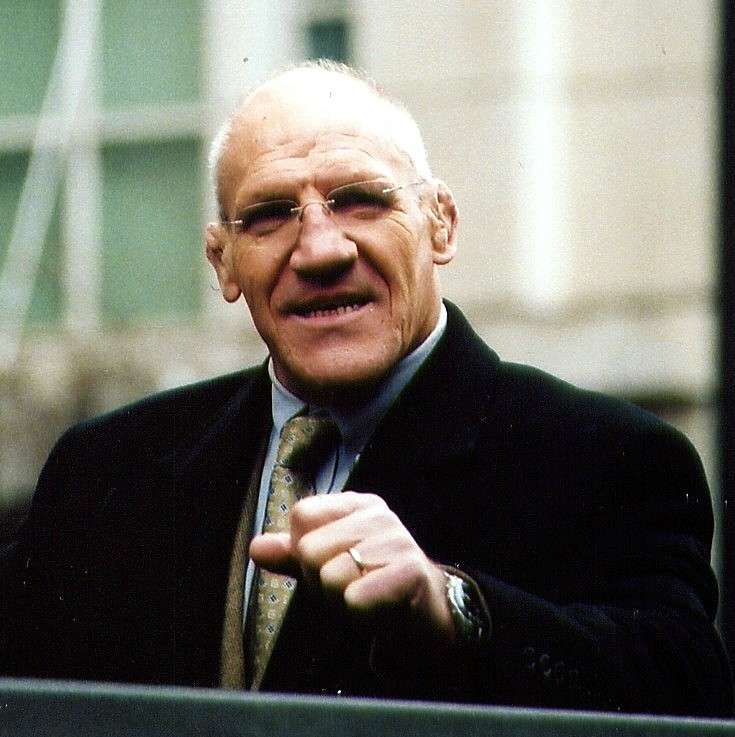
Bruno Sammartino, którego panowania jako mistrz trwały łącznie 4040 dni.

Na stan z 4 sierpnia 2025
| † | Oznaczenie obecnego mistrza |

| Miejsce | Mistrz                   | Liczba panowań | Łączna liczba dni | Łączna liczba dni według WWE |
| ------- | ------------------------ | -------------- | ----------------- | ---------------------------- |
| 1       | Bruno Sammartino         | 2              | 4040              | 4040                         |
| 2       | Hulk Hogan               | 6              | 2185              | 2188                         |
| 3       | Bob Backlund             | 2              | 2121              | 2138                         |
| 4       | John Cena                | 14             | 1359              | 1359                         |
| 5       | Pedro Morales            | 1              | 1027              | 1027                         |
| 6       | Roman Reigns             | 4              | 854               | 852                          |
| 7       | Brock Lesnar             | 7              | 823               | 828                          |
| 8       | Randy Orton              | 10             | 680               | 680                          |
| 9       | Bret Hart                | 5              | 654               | 654                          |
| 10      | Triple H                 | 9              | 609               | 611                          |
| 11      | Stone Cold Steve Austin  | 6              | 529               | 529                          |
| 12      | Randy Savage             | 2              | 520               | 520                          |
| 13      | AJ Styles                | 2              | 511               | 511                          |
| 14      | CM Punk                  | 2              | 462               | 462                          |
| 15      | Shawn Michaels           | 3              | 396               | 396                          |
| 16      | Cody Rhodes †            | 2              | 379+              | 379+                         |
| 17      | The Rock                 | 8              | 367               | 378                          |
| 18      | Diesel                   | 1              | 358               | 358                          |
| 19      | Drew McIntyre            | 2              | 311               | 300                          |
| 20      | Kurt Angle               | 4              | 297               | 299                          |
| 21      | Superstar Billy Graham   | 1              | 296               | 296                          |
| 22      | The Ultimate Warrior     | 1              | 293               | 293                          |
| 23      | Yokozuna                 | 2              | 280               | 280                          |
| 23      | John „Bradshaw” Layfield | 1              | 280               | 280                          |
| 25      | The Undertaker           | 4              | 238               | 238                          |
| 26      | Seth Rollins             | 2              | 221               | 220                          |
| 27      | Bobby Lashley            | 2              | 217               | 215                          |
| 28      | Daniel Bryan             | 4              | 210               | 210                          |
| 29      | Sheamus                  | 3              | 183               | 183                          |
| 30      | Kofi Kingston            | 1              | 180               | 180                          |
| 31      | Jinder Mahal             | 1              | 170               | 170                          |
| 32      | The Miz                  | 2              | 168               | 168                          |
| 33      | Edge                     | 4              | 139               | 139                          |
| 34      | Eddie Guerrero           | 1              | 133               | 133                          |
| 35      | Ric Flair                | 2              | 118               | 118                          |
| 36      | Big E                    | 1              | 110               | 110                          |
| 37      | Chris Jericho            | 1              | 98                | 98                           |
| 38      | Sycho Sid                | 2              | 97                | 97                           |
| 39      | Alberto Del Rio          | 2              | 84                | 84                           |
| 39      | Dean Ambrose             | 1              | 84                | 84                           |
| 41      | Big Show                 | 2              | 78                | 78                           |
| 42      | Sgt. Slaughter           | 1              | 64                | 64                           |
| 43      | Bray Wyatt               | 1              | 49                | 49                           |
| 44      | Mankind                  | 3              | 47                | 36                           |
| 45      | Jeff Hardy               | 1              | 42                | 42                           |
| 46      | Batista                  | 2              | 37                | 37                           |
| 47      | Buddy Rogers             | 1              | 36                | 22                           |
| 48      | The Iron Sheik           | 1              | 28                | 28                           |
| 49      | Rob Van Dam              | 1              | 22                | 22                           |
| 50      | Ivan Koloff              | 1              | 21                | 21                           |
| 51      | Stan Stasiak             | 1              | 9                 | 9                            |
| —       | Ted DiBiase              | —              | 8                 | —                            |
| —       | Antonio Inoki            | —              | 6                 | —                            |
| 52      | Vince McMahon            | 1              | 6                 | 4                            |
| 53      | Kane                     | 1              | 1                 | 1                            |
| 54      | Rey Mysterio             | 1              | <1                | <1                           |
| 54      | André the Giant          | 1              | <1                | <1                           |